# Тодор Праматаров
Тодор Праматаров е български футболист, централен нападател. Играе в редица клубове и в националния отбор на България. Голмайстор е на А група през сезон 1996/97, когато бележи 26 попадения с екипа на Славия (София).

## Кариера
Играе в отборите на Тетевен (1986 – 1987), Люлин (1987 – 1989), Септемврийска слава (1989/90), Локомотив (София) (1990 – 91/ес.), ЦСКА (1991/92), Славия (1992/ес.), Шумен (1993/пр.), ЛЕКС (Ловеч) (1993/ес.), Локомотив (София) (1994/пр.), Монтана (1994/ес.), Кавала (Гърция) (1995/пр.), за трети път в Монтана (1995/96), Славия (1996 – 97/ес.), Газовик (Русия) (играе в 4 контроли), Шумен (1998/пр. и 1998/99), Велбъжд (1999/ес. и 2000/ес.), Пирин (2001/02), Вихрен (2002/03) и Арис (Кипър) (2003/04).
Шампион на България през 1992 г. с отбора на ЦСКА. Голмайстор на България за 1996/97 с 26 попадения. Бронзов медалист (1997 г.) с отбора на Славия. Финалист за Купата на ПФЛ през 1996 г. с Монтана. Има 97 гола в А група, за Славия е вкарал 37 гола. За купата на УЕФА има 7 мача (от които четири със Славия и три с ЦСКА) и 1 гол (в мач със Славия).
Играл е 2 мача за А националния отбор, 6 мача с 2 гола за Б националния отбор и 14 мача с 6 гола за младежкия национален тим.

## Статистика по сезони
- Люлин – 1986/87 – В група, 17 мача/4 гола
- Люлин – 1987/88 – В група, 26/9
- Люлин – 1988/89 – В група, 29/13
- Септемврийска слава – 1989/90 – Б група, 35/19
- Локомотив (Сф) – 1990/91 – А група, 29/14
- ЦСКА – 1991/ес. – А група, 14/4
- Славия – 1992/пр. – А група, 11/3
- Славия – 1992/ес. – А група, 15/9
- Шумен – 1993/пр. – Б група, 19/18
- ЛЕКС (Ловеч) – 1993/ес. – Б група, 15/10
- Локомотив (Сф) – 1994/пр. – А група, 14/6
- Монтана – 1994/ес. – А група, 15/6
- Кавала – 1994/95 – Етники Категория, 12/1
- Монтана – 1995/96 – А група, 30/8
- Славия – 1996/97 – А група, 29/26
- Славия – 1997/ес. – А група, 8/2
- Шумен – 1998/пр. – Б група, 13/12
- Шумен – 1998/99 – А група, 29/17
- Велбъжд – 1999/ес. – А група, 14/3
- Велбъжд – 2000/ес. – А група, 1/0
- Пирин – 2001/02 – Б група, 20/7
- Вихрен – 2002/03 – В група, 31/24
- Арис – 2003/04 – Дивизия Б, 17/6

## Успехи

### Индивидуални
- Голмайстор на А група (1): 1997 (26 гола)